# Neosemidalis (Leucosemidalis) acuta
Neosemidalis (Leucosemidalis) acuta is een insect uit de familie van de dwerggaasvliegen (Coniopterygidae), die tot de orde netvleugeligen (Neuroptera) behoort. 
Neosemidalis (Leucosemidalis) acuta is voor het eerst wetenschappelijk beschreven door Meinander in 1972.